# Віцеканцлер
Віцека́нцлер (англ. vice-chancellor) — у царській Росії віце-канцлер — вищий цивільний чин. По табелі про ранги 1722 був чином II класу, відповідав статському чину дійсний таємний радник, військовому чину генерал-аншефа (або пізніше генерала від інфантерії, генерала від кавалерії, генерала від артилерії, генерал-фельдцейхмейстера та інженер-генерала) і на флоті адмірала.
Також віце-канцлер був канцлером-хранителем державної печатки Російської імперії. При канцлерові імператорських і царських орденів перебував не віце-канцлер, а віце-президент, що у відсутність канцлера заступав на його місце і був головуючий у присутності капітулу орденів. Але в 1882 цей чин, так само як і звання віце-президента, був скасований.
У Німеччині — голова уряду канцлер, а віце-канцлер — державна посадова особа, аналог міністра закордонних справ.
В Австрії віце-канцлер — це заступник федерального канцлера.